# Harris County (Texas)
Harris County je okres ve státě Texas v USA. K roku 2010 zde žilo 4 092 459 obyvatel. Správním městem okresu je Houston, které je rovněž nejlidnatějším městem celého Texasu. Celková rozloha okresu činí 4 605 km².